# Ludwig Möller (Verleger)
Ludwig Möller (geboren 1849 in Mecklenburg-Schwerin; gestorben 12. April 1910) war ein deutscher Verleger und Namensgeber der von ihm gegründeten Fachzeitschrift Möller’s Deutsche Gärtner-Zeitung.

## Leben

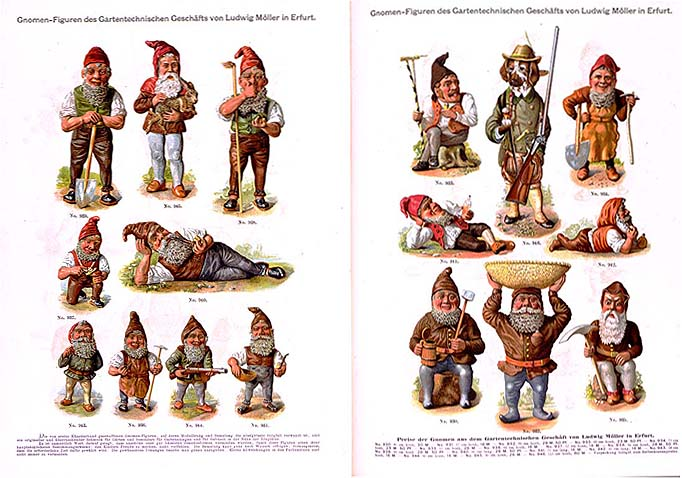
Gartenzwerge; „Gnomen-Figuren des gartenbautechnischen Geschäfts“ Möllers;
Chromolithografie in Karl Götze's Album für Teppichgärtnerei und Gruppenbepflanzung, 2. Auflage, 1910

Ludwig Möller fungierte im 19. Jahrhundert als Präsident des Verbands deutscher Gärtnervereine und leitete zugleich die Redaktion des Verbandsorgans Deutsche Gärtner-Zeitung.
Nach der Liquidation der Buchhandlung des Deutschen Gärtner-Verbandes, für die Möller als Geschäftsführer tätig war, gründete er am 1. November 1885 in Erfurt die nach ihm benannte Ludwig Möller, Buchhandlung für Gartenbau Erfurt. In diesem erschien von 1886 bis 1939 Möller’s Deutsche Gärtner-Zeitung.
Publizistisch galt Möller als einer der profiliertesten deutschen Fachjournalisten seiner Zeit, der durch seine „manchmal wohl allzu scharfe Kritik“ viele Gegner hatte, sich mit seinen Arbeiten aber auch große Verdienste um den Gartenbau in Deutschland erworben hatte.